# Ma Nouvelle-France
Ma Nouvelle-France è una brano musicale registrato dalla cantante canadese Céline Dion per la colonna sonora del film franco-canadese I nuovi eroi (Nouvelle-France). Il brano fu pubblicato come singolo promozionale il 1º novembre 2004, in Canada.
Ma Nouvelle-France è stata scritta dal collaboratore di lunga data di Dion, Luc Plamondon (testi) e Patrick Doyle (musica) e prodotto da Christopher Neil (Think Twice, Where Does My Heart Beat Now).

## Antefatti, contenuti e pubblicazioni
Il film si ambienta nel XVIII secolo, quando la Francia lascia il Canada. Il film diretto da Jean Beaudin ha come protagonista l'attore francese Gérard Depardieu tra gli altri.
Contattato cinque mesi prima dal produttore Richard Goudreau, René Angélil, marito e manager della Dion, rimase colpito dal film e diede l'opportunità a sua moglie di poter interpretare e registrare Ma Nouvelle-France, brano scritto da Luc Plamondon e composto da Patrick Doyle.
Céline incise la canzone il 3 ottobre 2004 a Las Vegas. Ma Nouvelle-France fu pubblicata nella colonna sonora del film il 19 novembre 2004 e successivamente fu inserita nella raccolta della cantante, On ne change pas (2005).
Il videoclip musicale, diretto dallo stesso Jean Beaudin, presenta delle scene tratte dal film a cui si alternano immagini della Dion durante la sessione di registrazione della canzone. Nel 2005 il videoclip fu incluso come bonus-track del DVD On ne change pas.
Ma Nouvelle-France raggiunse il numero 9 in Québec.

## Formati e tracce
CD Singolo Promo (Canada) (Filmtrax)
1. Ma Nouvelle-France – 3:11 (testo: Luc Plamondon – musica: Patrick Doyle)

## Classifiche
| Classifica (2004) | Posizione massima raggiunta |
| ----------------- | --------------------------- |
| Québec (ADISQ)    | 9                           |